# Fabricio Estrada
Fabricio Estrada (1974. Sabanagrande, Francisco Morazán, Honduras) es un poeta hondureño.

## Obras
- Sextos de lluvia (1998)[2]
- Poemas contra el miedo (2001)[3]
- Solares (2004)[4]
- Imposible un ángel (2005)[5]
- Poesia: papel de oficio (2005)[6]
- Poemas de Onda Corta (2009)[7]
- Blancas Piranhas (2011)[7]
- Sur del mediodía (2013)[7]
- Houdini vuelve a casa (2015)[7]
- Blake muere en París a causa de un paparazzo (2018)[7]
- 33 revoluciones para Rodríguez (2018)[8][9]
- Osos que regresan a la radioactiva soledad de Chernobil (2019)[7]
- La Era Pre-Schuman (2021)[7]

## Reconocimientos
- Participó en el Festival de poesía de Medellín en 2008.[10]
- Participó en el V Festival "La poesía tiene la palabra" en España.[11]
- Recibió el Premio Nacional de Poesía Los Confines 2018.[12]